# Ture Persson
Ture Walter Persson, född 13 juni 1904 i Malmö, död där 30 april 1991, var en svensk ingenjör och kommunalpolitiker (Folkpartiet).
Efter ingenjörsexamen vid Högre tekniska läroverket i Malmö 1923, blev Persson ingenjör vid Sydsvenska Kraft AB i Malmö 1924, driftsingenjör i Knäred 1930, förste driftsingenjör i Malmö 1943, distriktsingenjör 1953 och var driftchef vid Sydsvenska Kraft AB från 1964.
Persson var ordförande i Svenska industritjänstemannaförbundets (SIF) malmöavdelning 1956–61 (ledamot 1947), vice ordförande i SIF:s förbundsstyrelse från 1959 (ledamot 1956) och ledamot av Sveriges Privatanställdas Pensionskassas (SPP) överstyrelse från 1959. 
Persson var ledamot av kommunalfullmäktige i Knäred 1939–42, stads-/kommunfullmäktige i Malmö 1951–73, drätselkammaren/kommunstyrelsen 1958–59 och 1965–73 (vice ordförande från 1967), lönenämnden 1951–54, beredningsutskottet 1953–54, industriverksstyrelsen 1954–55 samt gatunämnden 1955–59 och 1964–66.